# Éverton Santos
Éverton Leandro dos Santos Pinto (São José dos Campos, 12 ottobre 1986) è un ex calciatore brasiliano, di ruolo attaccante.

## Carriera

### Club

#### Gli inizi
Cresciuto nelle giovanili del São José, squadra della sua città natale dove era chiamato Paraíbinha o Paraíba, debutta come professionista a 18 anni, nel novembre 2005, nel Santo André. Nel 2006 passa in prestito al São Bernardo dove non trova spazio in campionato, ma gioca una grande Coppa Paulista.

#### Bragantino
L'anno successivo passa al Bragantino dove viene eletto una delle rivelazioni del Bragança Paulista. La squadra è andata bene nel Campionato Paulista, arrivando nelle semifinali. Everton ha segnato sei gol nella competizione ed ha avuto prestazioni importanti.

#### Corinthians
Sempre nel 2007 viene ingaggiato dal Corinthians insieme ad altri 3 giocatori del Bragantino. Oltre a Everton, ingaggiato anche il portiere Felipe e il difensore Zelão. Settimane più tardi, sono stati ingaggiati il difensore Kadu e il centrocampista Moradei. Il trio ex Bragantino - Everton Santos, Felipe e Zelão - ha debuttato al Corinthians da titolare, creando il miglior gioco nel campionato brasiliano del 2007. Il trio spiccava nelle prime fasi del torneo ma cadde successivamente, dopo diversi infortuni, non riuscì a ripetere le stesse prestazioni e così la squadra retrocesse in Serie B. In questo trio Everton trova spazio giocando 24 partite segnando anche una rete.

#### Paris Saint-Germain
All'inizio del 2008 Everton firma un contratto di quattro anni e mezzo con il Paris Saint-Germain, viene presentato il 1º febbraio 2008 insieme a Souza del São Paulo. Con questa maglia vince la Coupe de Ligue giocando 4 partite in campionato.

#### Fluminense
Nel mese di agosto dello stesso anno è stato ceduto in prestito al Fluminense per dodici mesi. Ha fatto il suo primo gol per questa maglia in una partita contro i Tigres, valida per il Campionato Carioca 2009; aiuta ulteriormente la squadra segnando il secondo gol che assicura la vittoria sui Tigres (4-0) e la qualificazione per le semifinali del campionato. Da allora Everton si scatena facendo gol, segnando il suo terzo gol con il Fluminense nella Copa do Brasil e altri nel Campionato Carioca. In totale nel campionato gioca con questa maglia 28 partite mettendo a segno 5 reti.

#### Albirex Niigata
Il 22 luglio viene mandato nuovamente in prestito all'Albirex Niigata dove disputa 11 partite.

#### Goiás
Il 2 marzo 2010 il Goiás perfeziona il tesseramento dell'attaccante che arriva in prestito dal PSG. Il 1º aprile 2010 disputa la sua prima partita con il Goiás nella Copa do Brasil contro il São José AP, partita finita 7-0 per la sua squadra. Esordisce anche nella Serie A brasiliana il 9 maggio 2010 nel match Guarani-Goiás 1-0. Sigla il primo gol con questa maglia il 16 maggio nella partita casalinga di Serie A contro l'Internacional segnando il momentaneo 1-0, la partita però terminerà 2-3.

## Palmarès
- Coupe de la Ligue: 1

Paris Saint-Germain: 2007-2008